# Jón Helgason (Schriftsteller, 1914)
Jón Helgason (* 1914; † 1981) war ein isländischer Schriftsteller.

## Leben
Er wuchs auf dem am Hvalfjörður gelegenen Hof Stóra-Botn auf. Für einen Winter besuchte er eine ländliche Fortbildungsschule. Für einige Monate lernte er an einer Genossenschaftsschule. Ab 1937 war er als Journalist für mehrere Zeitungen tätig. Überwiegend arbeitete er für die Timinn (Zeit), das Presseorgan der Fortschrittspartei. 1961 wurde er Redakteur der Zeitung.
Jón schrieb Biografien von isländischen Persönlichkeiten und betätigte sich als Übersetzer. Darüber hinaus war er Autor von Monographien und Enzyklopädien, die sich mit der Geschichte und der Geographie Islands und insbesondere seiner Heimat Borgarfjörður befassten. Außerdem veröffentlichte er Bände mit Erzählungen.

## Werke
- Nú afhjúpast ljósin, Gígjan, Reykjavík 1949
- Máríuvísa, Gígjan, Reykjavík 1951